# Idiops pungwensis
Espèce
Idiops pungwensis est une espèce d'araignées mygalomorphes de la famille des Idiopidae.

## Distribution
Cette espèce se rencontre au Zimbabwe et au Mozambique.

## Description
Le mâle holotype mesure 12 mm.

## Étymologie
Son nom d'espèce, composé de pungw[e] et du suffixe latin -ensis, « qui vit dans, qui habite », lui a été donné en référence au lieu de sa découverte, le Pungwe.

## Publication originale
- Purcell, 1904 : Descriptions of new genera and species of South African spiders. Transactions of the South African Philosophical Society, vol. 15, p. 115-173 (texte intégral).